# Образи (Цілком таємно)
Образи (Shapes) — дев'ятнадцята частина першого сезону серіалу «Цілком таємно» («Секретні матеріали»).

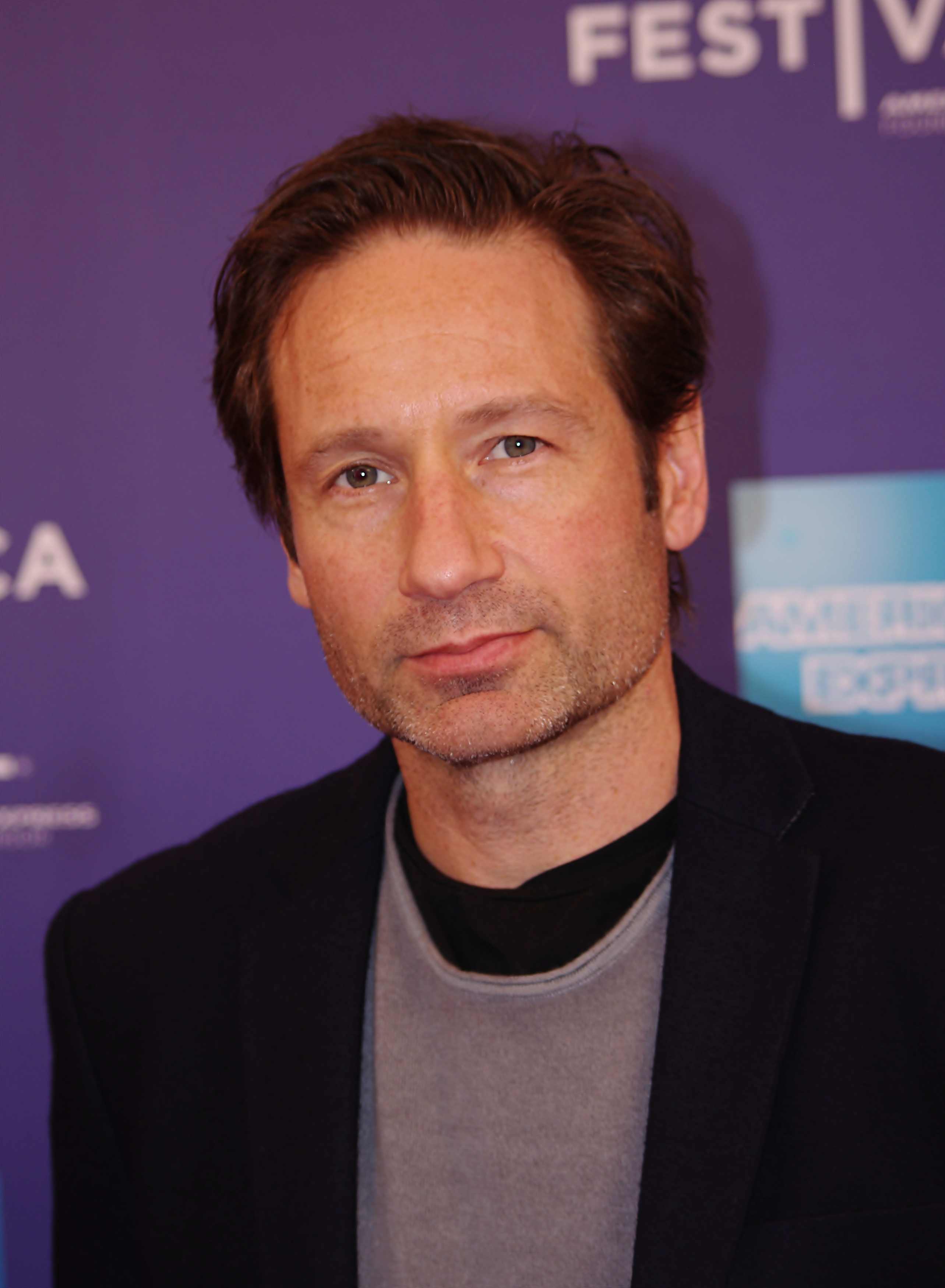

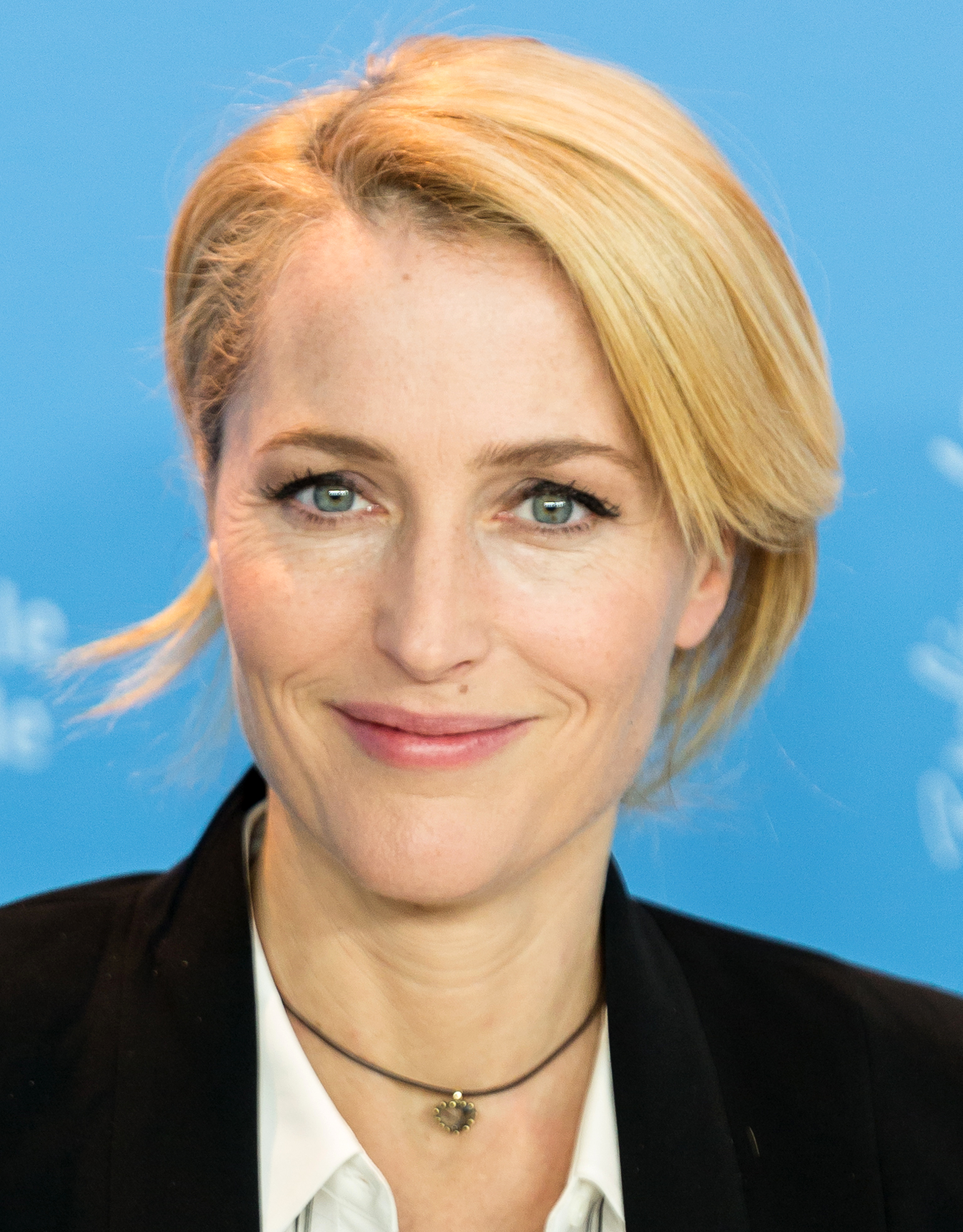

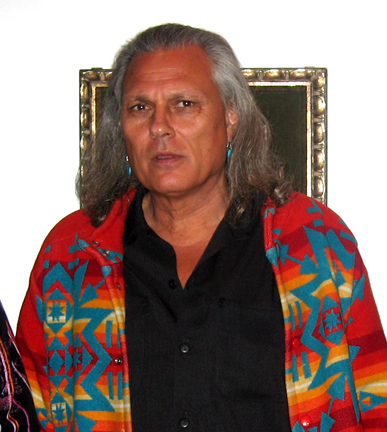

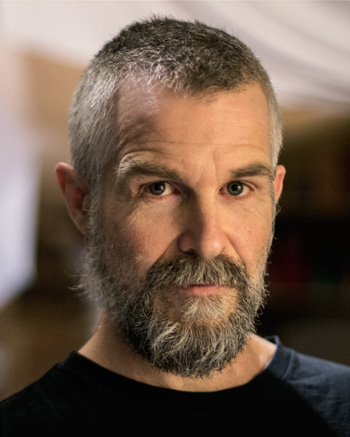

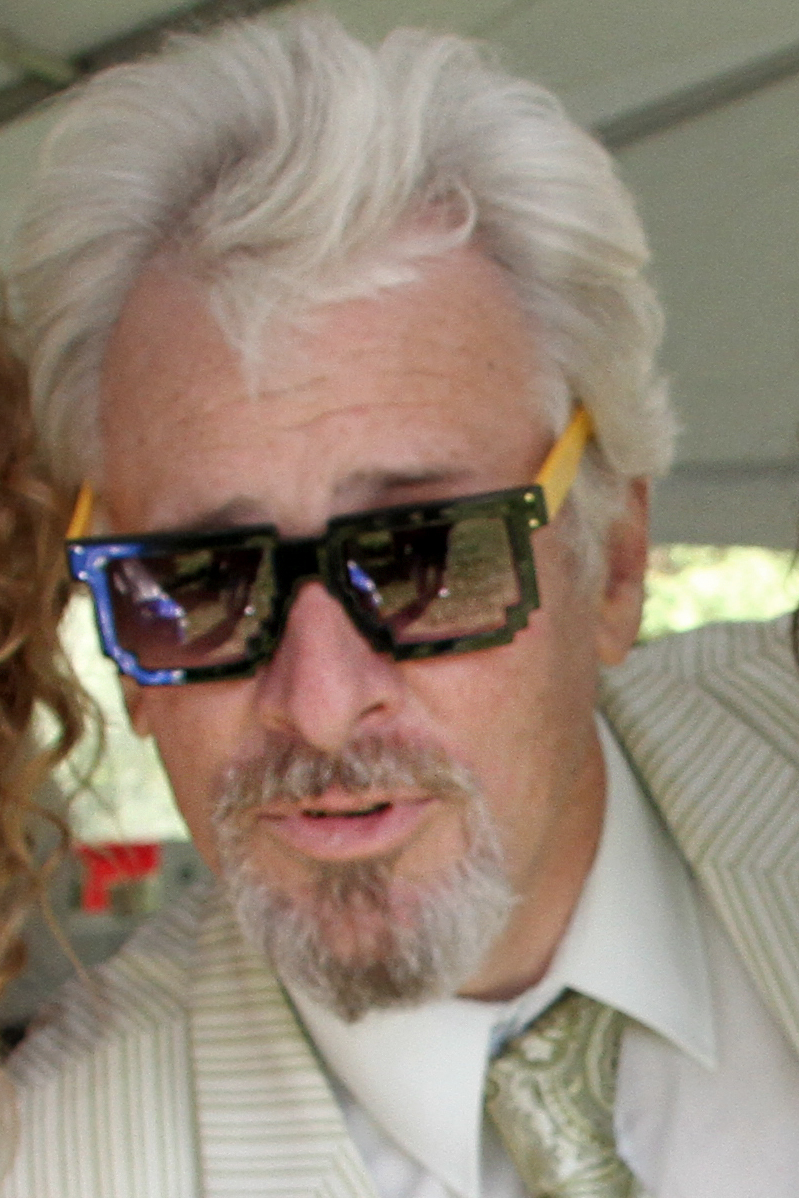

Епізод написаний після того, як виконавчі продюсери телеканалу «Fox» запропонували, щоби серіал містив більше «традиційних» сюжетних ліній. Продюсери Джеймс Вонг та Глен Морган стали шукати легенди про маніту, щоб сформувати сюжетну концепцію епізоду. Запрошений до зняття частини Майкл Хорс став третім гостьовим актором, котрий раніше знімався з Духовни в «Твін Пікс».

## Короткий зміст
Агенти Дейна Скаллі й Фокс Малдер вирушають в резервацію індіанців трего (штат Монтана) для розслідування жителя резервації Джозефа Гуденснейка, котрого застрелив власник ранчо Джім Паркер. Спочатку видається, що мотивом вбивства є суперечка щодо прав на ділянку землі, хоча Паркер стверджував, що він стріляв швидше в жахливу тварину, чим в людину. Паркерів син Лайл має свіжі шрами, котрі слугують підтвердженням слів батька.
Скаллі на місці стрілянини знаходить докази, що з такої близької відстані, з якої застрелили Гуденснейка, його неможливо було сплутати із звірем. Однак Малдер виявляє сліди, котрі приводять його до місця, де людські відбитки переходять у сліди невідомої тварини. Скаллі відкидає твердження Паркера, однак Малдер вказує їм знайдений неподалік великий шматок людської тканини.
Прибувши до резервації, агенти зіштовхуються із ворожим й презирливим відношенням індіанців. Один із старійшин — Іш — пояснює це наслідками інциденту у Вундед-Ні, у якому й він брав участь. На запитання, чому вбитий Джо Гуденснейк, Іш упевнено відповідає, що Паркер убив те, що шукає ФБР. Заява Іша викликає гнів сестри Гуденснейка Гвен, котра впевнена, що Паркер убив її брата через земельну ділянку та обурюється, що сусіди надто настрашені місцевими легендами, і через це не поділяють її точку зору. Шериф Тскані дозволяє Дейні здійснити поверхневий огляд тіла Гуденснейка, однак забороняє робити розтин тіла — незважаючи навіть на те, що Фокс виявив у вбитого довгі ікла.
Індіанці спалюють тіло Гуденснейка на традиційній церемонії, агенти звіддаля спостерігають за цим. Малдер ділиться з агенткою своїми підозрами, що справа пов'язана з першими офіційними «секретними матеріалами» — серією жорстоких убивств, здійснених — на думку Фокса — перевертнями. Скаллі не сприймає таку версію й натомість висуває припущення щодо прояву клінічної лікантропії. Уночі Паркера-старшого розриває на шматки невідома істота; наступного ранку оголеного Лайла знаходять без свідомості в ближньому лісі, Скаллі відвозить його до лічниці.
Іш оповідає Малдеру легенду про Маніту — створіння, що може оволодіти людиною й трансформувати її, переходячи до нового хазяїна після смерті попереднього. Іш упевнений, що бачив створіння в юності, однак був занадто наляканий, аби йому опиратися. Також Іш повідомляє подробиці легенди — що маніту оволодіває приблизно кожних 8 років — це відповідає убивствам в «секретних матеріалах». Гвен, котра бачила уночі вбивство Паркера-старшого, намагається утекти чимдалі, викравши машину Іша, але Тсані її зупиняє.
Лікар телефонує Малдеру та повідомляє, що за результатами аналізів в шлунку Лайла Паркера було виявлено сліди крові його батька, які могли потрапити туди тільки шляхом проковтування. Скаллі уже вивезла додому виписаного з лікарні Паркера, тому Малдер із шерифом поспшають на ранчо. Тим часом Паркер перетворюється в маніту й намагається убити Дейну, однак швидке прибуття Тскані й агента примушує його сховатися. Переглядаючи будинок, Малдер знаходить неушкоджену Скаллі, цього часу на неї намагається напасти маніту, Тскані убиває його. В світлі ліхтаря агенти бачать на підлозі оголеного мертвого лайла Паркера без видимих фізичних змін.
Покидаючи резервацію, агенти дізнаються, що Гвен виїхала в невідомому напрямі, на це Іш невесело жартує, що приблизно через 8 років очікує на нову зустріч з агентами.

## Знімались
| Актор             | Роль                |
| ----------------- | ------------------- |
| Девід Духовни     | Фокс Малдер         |
| Джилліан Андерсон | Дейна Скаллі        |
| Тай Міллер        | Лайл Паркер         |
| Майкл Хорс        | шериф Чарльз Тскані |
| Доннелі Роудс     | Джим Паркер         |
| Джіммі Херман     | Іш                  |

## Принагідно
- Man
- Gilligan Unbound: Pop Culture in the Age of Globalization
- Shapes
- Shapes | X-Files Wiki - Fandom
- Season 1 Episode 19: Shapes - The X-Files - Metacritic